# هوشنغ كامكار
هوشنغ كامكار (بالكردية: ھۆشەنگ کامکار) (ولد 1946) هو موسيقي كردي. ولد في سنندج، وهي مدينة في محافظة كردستان في إيران. بدأ تدريبه الموسيقي مع والده، حسن كامكار. في وقت لاحق، حضر كلية الفنون الجميلة في جامعة طهران، وأكاديمية سانتا تشيشيليا الوطنية في روما، وجامعة سان فرانسيسكو في الولايات المتحدة.

## وصلات خارجية
- Kamkars.net
- أكاديمية سانتا تشيشيليا الوطنية